# Clinton (Indiana)
Pour les articles homonymes, voir Clinton.
Clinton est une ville située du Clinton Township (en), dans le comté de Vermillion en Indiana, aux États-Unis. 